# Istvánffy család

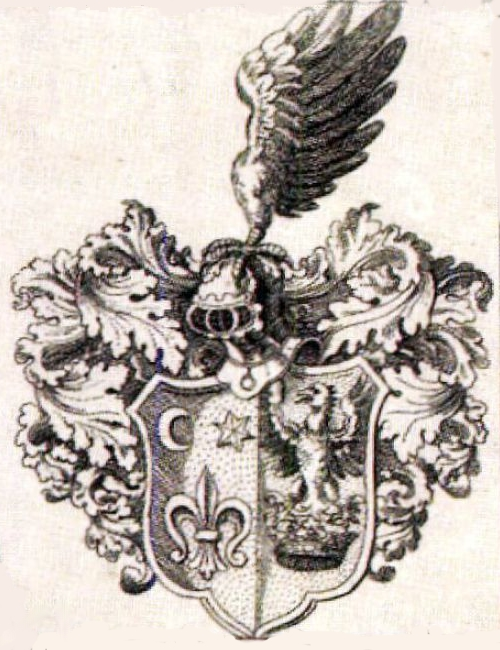

A baranyavári és kisasszonyfalvi nemes és báró Istvánffy család egy régi baranyai nemesi család.

## Története
Eredetük a mai napig tisztázatlan, baranyai birtokosok voltak. A legelső Istvánffy 1474-ben Boroszlóban a csehek és a lengyelek ellen harcolt Mátyás király alatt. II. Ulászló őt tette meg gyermekeinek nevelőjévé. Istvánffy János királyi udvarnok volt, aki a mohácsi csatamezőn lelte halálát 1526-ban. Istvánffy Pál Baranya vármegye alispánja volt, előbb a pécsi, majd padovai egyetemen tanult. 1532-ben a törökök elfogatták hatalmas váltságdíjért cserébe voltak csak hajlandóak elengedni. Szapolyai János híve volt, Szapolyai halála után I. Ferdinánd embere lett, 1553-ban halt meg. Egy másik családtag, Pál, az elsők között volt, akik a magyar irodalomban meghonosították a verses novellát, gyermekei közül István hadnagy és veszprémi alispán, Miklós pedig neves államférfi és történetíró, aki családjának 1582-ben bárói címet szerzett.